# Karl Eberhard Herwarth von Bittenfeld
Karl-Eberhard Herwarth von Bittenfeld (né le 4 septembre 1796 à Großwerther; mort le 2 septembre 1884 à Bonn) est un maréchal prussien qui s'illustra notamment lors de la guerre des duchés et de la guerre austro-prussienne.

## États de service
Eberhard Herwarth von Bittenfeld fut incorporé en 1811 dans le 2e régiment à pied de la Garde et à ce titre fut engagé dans la campagne d'Allemagne (1813–1815), s'illustrant notamment avec son unité à la bataille de Lützen. Promu commandant de son régiment de la Garde en 1835, il fut versé en 1839 au 1er régiment à pied de la Garde. C'est ce régiment qu'il commandait lorsqu'il réprima la révolution de Mars à Berlin en 1848. Dans la nuit du 18 au 19 mars 1848, Herwarth fit fonction de commandant du château royal. En 1850 on lui confia la 16e brigade d'infanterie, avec promotion en 1852 au grade de général-major puis en 1854 de général de brigade ; il fut alors nommé gouverneur de la citadelle de Mayence.
Promu successivement général de division chargé de la 7e division (1856), général de corps d'armée et commandant du 7e corps d'armée (corps de Westphalie, 1860), il reprit en outre en 1864 le commandement du corps d'armée du prince Frédéric-Charles de Prusse, appelé depuis le 18 mai à succéder au général Wrangel à la tête de l'État-Major.
Après l'échec du premier congrès de Londres et le déclenchement de la guerre des duchés, Herwarth se porta avec son armée sur Alsen le 29 juin, brisant la résistance des patriotes danois et mettant virtuellement un terme au combat. À l'issue de la signature de l'armistice à Vienne, Herwarth fut nommé commandant-en-chef des duchés conquis, avec son quartier-général à Kiel.
Le 29 juin 1865, il obtint le commandement conjoint du 8e corps d'armée (corps d'armée rhénan) et de la 14e division, unité qui, lors la guerre austro-prussienne qui s'ensuivit, fut constituée en armée de l'Elbe. À sa tête, Herwarth s'empara sans combat de Dresde dès les premiers jours, repoussa les Autrichiens aux combats de Hühnerwasser et de Münchengrätz les 27 et 28 juin, puis, le 3 juillet, battit l'aile gauche des Austro-saxons à Sadowa par un assaut victorieux des villages de Problus et Prim. Ce coup d'éclat lui valut d'être décoré de l'Ordre de l'Aigle noir.
Dans la phase finale de cette guerre, il ne garda que le commandement du seul VIIIe corps d'armée ; mais lorsqu'éclata la guerre franco-prussienne de 1870, Herwarth prit les fonctions de gouverneur-général, chargé des VIIe, VIIIe et 9e corps d'armée. À la fin des hostilités, dégagé des obligations militaire, il reçut la distinction suprême de maréchal.
Admis en 1872 dans la noblesse prussienne, il fut fait chevalier et commandeur de l’ordre protestant de Saint-Jean.

## Famille
Issu de la famille Herwarth von Bittenfeld d'Augsbourg, dont les lettres de noblesse remontent à l'année 1246, Il est le fils du général de division prussien du même nom, Eberhard Herwarth von Bittenfeld (1753-1833) et de son épouse Johanna Friedericke Auguste, née von Arnstedt (1765-1851).
Il épousa en premières noces la fille d'un pasteur, Karoline Schulze (1795 † 1828), le 23 mai 1823; puis il épousa à Berlin en secondes noces le 22 juin 1831 Sophie (1802-1868), fille du colonel prussien Wilhelm von Scholten (de).
Les mariages donnent naissance aux enfants suivants:
- Karoline (1824–1889) mariée avec Franz Hugo Hesse (de) (1804–1861), conseiller de la légation privée, député de l'Assemblée nationale prussienne, consul général pour l'Espagne, le Portugal et l'Amérique centrale.
- Johanna Ernestine Luise (née en 1825) mariée avec Alfred Müller, architecte du gouvernement
- Hertha Eberhardine Sophie (1827–1873)
- Johann Karl Eberhard (1828–1870), tué en tant que major et commandant de bataillon prussien à la bataille de Mars-la-Tour[2]
- Hans Paulus (1832–1892), major prussien
- Sophie Philippine Johanna (née en 1835) mariée avec Karl von Bolschwing, capitaine prussien du 68e régiment d'infanterie (de) (tué au combat à la bataille de Sadowa en 1866).
- Hans Friedrich (1836–1875), major prussien et adjudant du commandement général du 2e corps d'armée.
- Carl (1837–1870), tué en tant que capitaine et commandant de compagnie prussien à la bataille de Saint-Privat[2]
- Anna (née en 1839) mariée avec Alexander von Kameke (de) (1825-1892), lieutenant général prussien, seigneur de Misdow et de Klein Reetz
- Anton (1841–1923), général d'infanterie prussien marié avec Alice von Roy (née en 1852)

Deux de ses frères atteignirent le grade de général dans l'armée prussienne : Hans Paulus Herwarth von Bittenfeld (1800–1881) et Friedrich Herwarth von Bittenfeld (1802–1884).